# 獸咬劍
獸咬劍（Orcrist）是托爾金（J. R. R. Tolkien）奇幻小說中土大陸虛構之刀劍。與敵擊劍一同為精靈王國貢多林（Gondolin）之王所有、於王國毀滅時落入哥布林之手。在《哈比人歷險記》裡，此劍與敵擊劍一同被甘道夫找到。獸咬劍後來成為矮人王子索林·橡木盾（Thorin Oakenshield）的配劍；在他戰死後、此劍被其他矮人插在索林的墳墓上。
辛達林語的獸咬劍有「哥布林殺手」、「哥布林征服者」的意思（在中土世界中哥布林是半獸人的同義詞）。獸咬劍是半獸人對它的稱呼。獸咬劍和敵擊劍（Glamdring）都是由貢多林（Gondolin）精靈鑄造，在對抗魔苟斯（Morgoth）的戰事裡皆有登場。
獸咬劍有探索半獸人的能力，當半獸人接近時會發出蒼白的光芒。敵擊劍和刺針（Sting）也有這個能力。在《哈比人歷險記》裡，索林·橡木盾等人在一個食人妖寶庫裡發現了敵擊劍、刺針及獸咬劍，這三口劍都刻有咒文，連甘道夫（Gandalf）也不能理解這些咒文，但他能確定「這不是食人妖做的東西，也不是這一帶的人類現在能夠制作的刀劍」。後來，他們在瑞文戴爾（Rivendell）稍息時，愛隆（Elrond）讀出這些咒文，並說明了這些刀劍的用途和原本的持有者。。此後，獸咬劍歸索林·橡木盾所有，但在途經幽暗森林時，獸咬劍被木精靈國王瑟蘭督伊沒收。在索林於五軍之戰（Battle of Five Armies）戰死後，瑟蘭督伊交還了獸咬劍，將其放置在索林於孤山（Erebor）的墳上，「只要有敵人靠近，它就會開始發光」。

## 改編
- 在彼得·傑克森的《哈比人電影系列》裡，獸咬劍在被精靈沒收後一度由精靈王子勒苟拉斯所持有，五軍之戰裡勒苟拉斯將獸咬劍重新擲還給索林，以便讓他殺死半獸人阿索格（Azog）。